# Karen Lachmann
Karen Vilhelmine Lachmann (Pechino, 30 maggio 1916 – Gentofte, 30 settembre 1962) è stata una schermitrice danese, vincitrice di una medaglia d'argento ed una di bronzo nella scherma ai Giochi olimpici.